# Anne Michaels

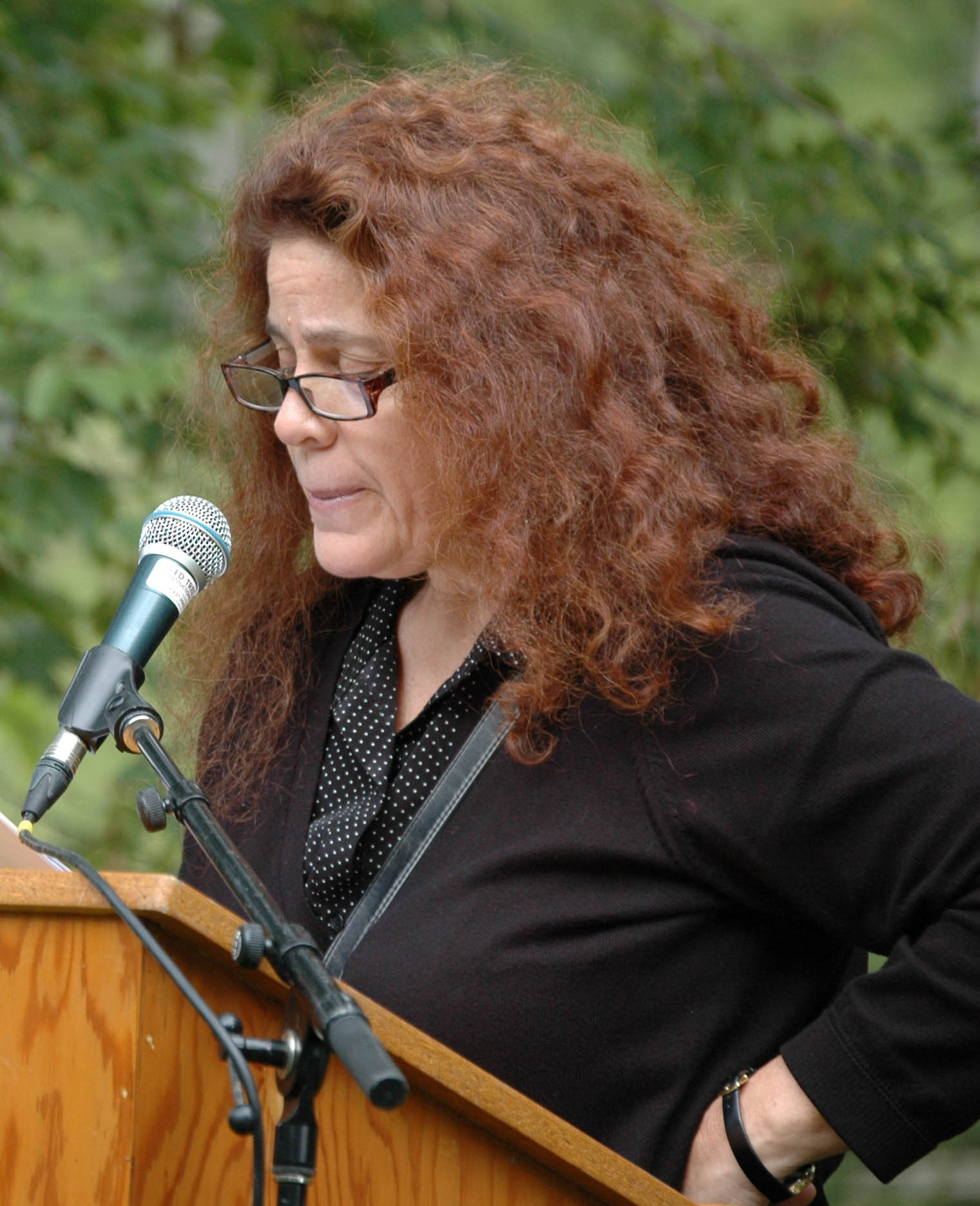
Anne Michaels, 2013

Anne Michaels (* 15. April 1958 in Toronto, Ontario) ist eine kanadische Schriftstellerin und Dichterin. Sie studierte Anglistik (B. A. 1980) an der Universität Toronto und ist dort Dozentin für kreatives Schreiben. Sie hat für das Theater komponiert.

## Leben und Werk
Michaels wurde zunächst als Lyrikerin bekannt. 1980 erhielt sie den Norma Epstein Award for Poetry. Dann veröffentlichte sie ihren ersten Gedichtband The Weight of Oranges, der 1986 den Commonwealth Poetry Prize for the Americas erhielt. Der Folgeband, Miner’s Pond (1991), kam auf eine Shortlist der Governor General’s Awards und gewann den National Magazine Award und den Canadian Authors' Association CAA Award for Poetry. Ihr dritter Lyrikband, Skin Divers, erschien 1999.
Das Hauptthema Michaels' ist die Liebe in ihren verschiedenen Ausprägungen und deren Vermögen zu heilen. Die Sprache gilt ihr als einzigartig mit ihrer Fähigkeit, Verlust und Schmerz zu beschreiben und dadurch Erinnerung zu ermöglichen. Ihre ersten Gedichte sind persönlich gehalten, bis hin zu autobiographischen Anklängen. Später treten die Blickwinkel Anderer hinzu, z. B. von Personen der Vergangenheit (Alfred Döblin, Johannes Kepler, Karen Blixen, Anna Achmatova, Marie Curie). In ihren leicht schwebenden freien Versen werden oft Metaphern aus der Naturwissenschaft verwendet. In den Einsprengseln von Gedankenlyrik herrscht die Du-Anrede vor.
Ihr auch auf Deutsch erschienener Roman Fluchtstücke (1996) hat das bis heute fortwirkende jüdische Leid durch die Deutschen in der Zeit des Nationalsozialismus zum Thema. Sie sagt dazu:

„Als ich mit dem Buch begann, wusste ich nicht, ob ich auf der anderen Seite mit so etwas wie mit einem Glauben wieder herauskommen würde. Das war ein großes Risiko. Vielleicht brauchte ich soviel Zeit für das Buch, weil ich entschlossen war, mit einem Vertrauen daraus hervorzugehen, das ich mir selbst erkämpft hatte, und nicht mit einem Glauben, der nur aus Gewohnheit existiert oder einfach behauptet wird.“

Der Roman Fluchtstücke erzählt von den Beziehungen eines jüdischen Mannes zu unterschiedlichen Menschen, durch die sich die Bruchstücke („flüchtigen Stücke“) seines Lebens als Flüchtling zum Schluss doch noch zu einem Ganzen zusammenfügen. Nach dem Tod des Protagonisten folgt ein junger Mann seinen Spuren, der als Sohn eines Holocaust-Überlebenden das unheilvolle Erbe eines (nicht selbst erlebten) Schreckens antreten musste. In die Romanhandlung eingewebt ist das Schicksal eines griechischen Geologen, der an archäologischen Ausgrabungen der eisenzeitlichen Siedlung Biskupin in den 1930er Jahren beteiligt war und der dem kindlichen Protagonisten durch die Flucht nach Griechenland das Leben rettete.
Der Roman wurde ein weltweiter Bestseller und in 30 Sprachen übersetzt. Autor und Werk erhielt etliche Preise, u. a. den britischen Orange Prize for Fiction, den Lannan Literary Award, den Toronto Book Awards, den Trillium Book Award, den „Books in Canada First Novel Award“, den Guardian Fiction Award und den italienischen Preis „Giuseppe Acerbi“. Die New York Times wählte ihn zum „Notable Book of the Year“. Es gibt eine Bühnenadaption. Ein Film unter der Regie von Jeremy Podeswa mit dem Titel Fugitive Pieces wurde im Jahr 2007 eingespielt.

## Werke
- The Weight of Oranges. Coach House Press, Toronto 1985 (Gedichte)
- Miner’s Pond: Poems. McClelland & Stewart, Toronto 1991
- Fugitive Pieces. McClelland & Stewart, Toronto 1996
  - Übers. Beatrice Howeg: Fluchtstücke. Berlin Verlag, 1996, ISBN 3-570-19525-2
- Land in Sight. Hungry Mind Press, St. Paul (Minnesota) 1998 (Gedichte, Broadside)
- Skin Divers. Bloomsbury, London 1999 (Gedichte)
- The Winter Vault. McClelland & Stewart, 2009 (Roman)
  - Übers. Nora Matocza, Gerhard Falkner: Wintergewölbe. Berlin Verlag, 2009, ISBN 978-3-8270-0534-2

## Auszeichnungen
- 1996: Amazon.ca First Novel Award für ihr Romandebüt Fugitive Pieces
- 1996: Trillium Book Award für Fugitive Pieces